# Neoarcturus ornatus
Neoarcturus ornatus är en kräftdjursart som först beskrevs av Brian Frederick Kensley 1975.  Neoarcturus ornatus ingår i släktet Neoarcturus och familjen Holidoteidae. Inga underarter finns listade i Catalogue of Life.